# Fricativa bidental sonora
La fricativa bidental sonora es un sonido consonántico y no se sabe que exista en ningún idioma.
Las personas con hipoglosia (lengua anormalmente pequeña) pueden usarlo para producir la /z/. En ocasiones, algunos pueden utilizar el modo bidental o de apretar los dientes para pronunciar todos o la mayoría de los sonidos en ocasiones.
Además, muchas personas que padecen bruxismo pueden sustituir involuntariamente las fricativas sonoras por la fricativa bidental sonora. Por ejemplo, la palabra "the" en el idioma inglés, en un habla no desordenada, se pronunciaría /ðə/ . Sin embargo, cuando alguien tiene los dientes apretados o si alguien tiene bruxismo, se puede pronunciar como /ɦ̪͆ə/.

## Símbolo
El símbolo más común es ɦ̪͆. También se puede utilizar el símbolo [h̬̪͆] , aunque no es el preferido y es arcaico (h con los signos diacríticos sonoros y bidentales). En su libro, Fernando Poyatos utiliza el símbolo ⊥͟ para representar una fricativa bidental, aunque este símbolo no se utiliza en AFI, ni en extIPA.

## Características
- Su modo de articulación es fricativa, lo que significa que se produce al restringir el flujo de aire a través de un canal estrecho en el punto de articulación, provocando turbulencias.
- Su Punto de articulación es bidental, lo que significa que se articula con los dientes inferiores y superiores presionados entre sí.
- Su fonación es sonora, lo que significa que se produce con vibraciones de las cuerdas vocales.
- Es una consonante oral, lo que significa que el aire puede escapar únicamente por la boca.

Debido a que el sonido no se produce con el flujo de aire sobre la lengua, no se aplica la dicotomía central-lateral .
- El mecanismo de la corriente de aire es pulmonar, lo que significa que se articula empujando el aire únicamente con los músculos intercostales y el diafragma, como en la mayoría de los sonidos.